# Comuna de Dobrzeń Wielki
Dobrzeń Wielki (polaco: Gmina Dobrzeń Wielki) é uma gminy (comuna) na Polónia, na voivodia de Opole e no condado de Opolski. A sede do condado é a cidade de Dobrzeń Wielki.
De acordo com os censos de 2004, a comuna tem 15 000 habitantes, com uma densidade 160 hab/km².

## Área
Estende-se por uma área de 91,42 km², incluindo:
- área agricola: 49%
- área florestal: 37%

## Demografia
Dados de 30 de Junho 2004:
|                      | Total   | Total | Mulheres | Mulheres | Homens  | Homens |
| -------------------- | ------- | ----- | -------- | -------- | ------- | ------ |
|                      | pessoas | %     | pessoas  | %        | pessoas | %      |
| População            | 14 131  | 100   | 7342     | 52       | 6789    | 48     |
| Densidade (pop./km²) | 154,6   | 100   | 80,3     | 80,3     | 74,3    | 74,3   |

De acordo com dados de 2002, o rendimento médio per capita ascendia a 3033,86 zł.

## Comunas vizinhas
- Dąbrowa, Łubniany, Murów, Opole, Pokój, Popielów